# Gunnar Lauring
Gunnar Lauring  (31 de octubre de 1905 – 21 de febrero de 1968) fue un actor teatral y cinematográfico de nacionalidad danesa.

## Biografía
Nacido en Frederiksberg, Dinamarca, la familia de Gunnar Lauring procedía de Horsens, pero él y su hermano (Palle Lauring, más adelante un conocido autor e historiador) se criaron en Copenhague. Lauring siempre había querido ser actor, interesándose por Henrik Malberg. Cursó estudios en la escuela teatral Det Kongelige Teater, graduándose en 1926. Debutó como actor teatral con el papel de Max en Erik XIV, de August Strindberg. 
El primer año de su carrera no tuvo un gran éxito. Aunque formaba parte del personal del Kongelige Teater, no conseguía demasiados papeles. En 1929 cambió de teatro, pasando a la Komediehuset dirigida por Svend Methling, aunque allí tampoco tuvo mucha ocupación. También se comprometió con diferentes teatros privados de Copenhague, pero finalmente consiguió los papeles que buscaba en el Odense Teater, en Odense. 
En los años 1944-1955 fue actor del Det Ny Teater, y en 1955-1957, y desde 1959 hasta su muerte, formó parte de nuevo del Det Kongelige Teater. En este último se le recuerda, entre otros trabajos, por su participación en la pieza Indenfor Murene, de Henri Nathansen. 
Además de su actividad teatral, Lauring participó en varias decenas de producciones cinematográficas, y en el ámbito del teatro radiofónico, interpretó 210 papeles. 
Estuvo casado con la actriz Henny Krause, con la que tuvo un hijo, el actor Bertel Lauring. Se casó una segunda vez, con la también actriz Jessie Rindom. 
Gunnar Lauring falleció en Frederiksberg, Dinamarca , en 1968, siendo enterrado en el Cementerio Søndermark de dicha ciudad.

## Selección de su filmografía
- De bør forelske Dem – 1935
- Week-End – 1935
- Panserbasse – 1936
- Blaavand melder storm – 1938
- De tre, måske fire – 1939
- En ganske almindelig pige – 1940
- Barnet – 1940
- En pige med pep – 1940
- Tak fordi du kom, Nick – 1941
- Niels Pind og hans dreng – 1941
- Tag det som en mand – 1941
- En forbryder – 1941
- Et skud før midnat – 1942
- Tante Cramers testamente – 1942
- Baby på eventyr – 1942
- Ballade i Nyhavn – 1942
- Som du vil ha' mig – 1943
- Mine kære koner – 1943
- Otte akkorder – 1944
- Det kære København – 1944
- Mens sagføreren sover – 1945
- Far betaler – 1946
- Billet mrk. – 1946
- Brevet fra afdøde – 1946
- My name is Petersen – 1947
- Soldaten og Jenny – 1947
- Hatten er sat – 1947
- Mens porten var lukket – 1948
- Det hændte i København – 1949
- For frihed og ret – 1949
- Din fortid er glemt – 1950
- Min kone er uskyldig – 1950
- Fireogtyve timer – 1951
- Hold fingrene fra mor – 1951
- Nålen – 1951
- Vores fjerde far – 1951
- To minutter for sent – 1952
- Vi arme syndere – 1952
- Rekrut 67 Petersen – 1952
- Vi som går køkkenvejen – 1953
- Min søn Peter – 1953
- Sønnen – 1953
- Adam og Eva – 1953
- Arvingen – 1954
- Et eventyr om tre – 1954
- På tro og love – 1955
- Kispus – 1956
- Vi som går stjernevejen – 1956
- Qivitoq – 1956
- Taxa K-1640 Efterlyses – 1956
- Lån mig din kone – 1957
- Tre piger fra Jylland – 1957
- Krudt og klunker – 1958
- Mor skal giftes – 1958
- Verdens rigeste pige – 1958
- Kærlighedens melodi – 1959
- Flemming og Kvik – 1960
- Tro, håb og trolddom – 1960
- Flemming på kostskole – 1961
- Harry og kammertjeneren – 1961
- Min kone fra Paris – 1961
- Eventyr på Mallorca – 1961
- Den rige enke – 1962
- Den kære familie – 1962
- Støvsugerbanden – 1963
- Dronningens vagtmester – 1963
- Sikke'n familie – 1963
- Døden kommer til middag – 1964
- Mord for åbent tæppe – 1964
- Halløj i himmelsengen – 1965
- Der var engang – 1966
- Søskende – 1966
- Nu stiger den – 1966
- Gys og gæve tanter – 1966
- Ih, du forbarmende – 1967
- Mig og min lillebror – 1967
- Historien om Barbara – 1967
- Dage i min fars hus - 1968